# Del Monroe
Pour les articles homonymes, voir Monroe.
Del Monroe est un acteur américain né le 7 avril 1931 à Santa Barbara, (Californie) et mort le 5 juin 2009 à Burbank (Californie).

## Filmographie
- 1959 : The Girl in Lovers Lane : Mugger in Train Yard
- 1959 : Revenge of the Virgins : un jeune déserteur
- 1961 : Le Sous-marin de l'apocalypse (Voyage to the Bottom of the Sea) de Irwin Allen : Kowalski
- 1964-1968 : Voyage au fond des mers (TV) (Voyage to the Bottom of the Sea) de Irwin Allen : Kowalski
- 1969 : Le Virginien (TV) : saison 8 épisode 03 (Halfway back from hell) : Dalton
- 1970 : Adam at Six A.M. : Mutt Peavine
- 1970 : Le Virginien (TV) saison 9 épisode 12 (Last of the Comancheros) : Adjoint du sheriff
- 1972 : The Heist (TV) : Slausen
- 1973 : Justice sauvage (Walking Tall) : Otie Doss
- 1973 : Le Détraqué (The Mad Bomber) de Bert I. Gordon : Youth on tower
- 1974 : Hit Lady (TV) : Hansen
- 1979 : Shérif, fais-moi peur (série TV) : "La Voiture du Président" (Saison 1 - Episode 9) : Benteen
- 1999 : Speedway Junky (en) de Nickolas Perry (en) : Old Timer